# ジェレマイア・ディクソン
ジェレマイア・ディクソン（Jeremiah Dixon, 1733年7月27日 - 1779年1月22日）は、イギリスの測地学者、天文学者。1763年から1767年にわたって、チャールズ・メイソンとともに、ペンシルベニア植民地とメリーランド植民地との境界線を確定したメイソン＝ディクソン線の測量をおこなったことで知られる。

## 概要
北イングランドの w:Cockfieldに生まれた。父親は裕福なクエーカー教徒で、石炭鉱山の所有者であった。バーナード・キャッスルで学ぶうちに数学と天文学に興味を持ち、数学者のウィリアム・エマーソンや、天文学者のジョン・バードやトーマス・ライトらと親しくなった。
1761年に王立協会がスマトラでの金星の日面通過の観測隊にチャールズ・メイソンを選んだ時、ディクソンは助手に選ばれた。観測隊のスマトラ到着は遅れたため喜望峰に上陸し、1761年6月6日の日面通過は喜望峰で行った。喜望峰には重力の実験のため、再度訪れ、その時ネヴィル・マスケリンの時計の精度確認を行った。
ペンシルベニア植民地とメリーランド植民地との間の境界線問題を解決するために、1763年から、メイソンとともに現在メイソン＝ディクソン線と呼ばれる境界線の測量を行なった。同時に多くの点での重力の測定を行った。 
1769年の金星の日面通過の観測は、ノルウェーのハンメルフェストで行った。イギリスに帰国後はダラムで測量を再開した。1773年王立協会フェロー選出。
アメリカ南部を指すデキシーランドという名称の由来は、メイソン＝ディクソン線の南という意味からディクソンの名が語源という説もある。